# 塞邁雷迪正則性引理

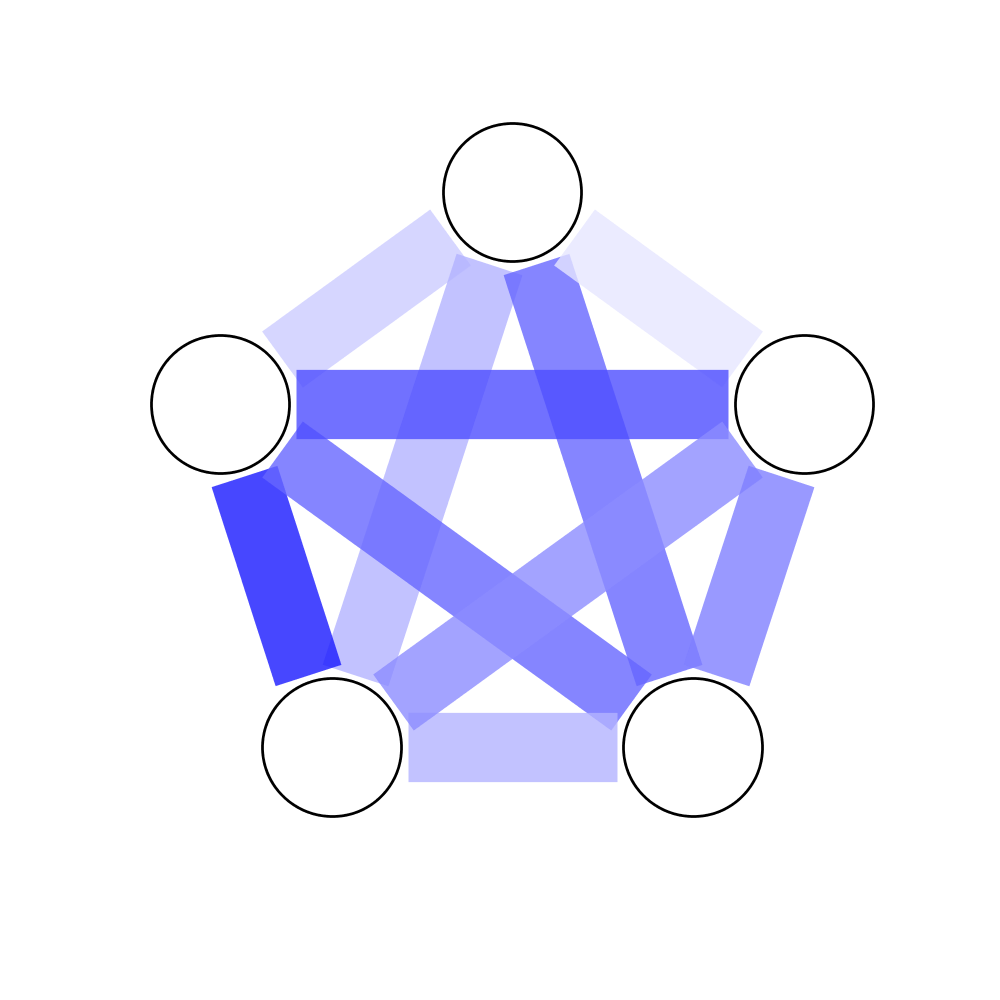
Szemerédi 正規引理的圖示

數學上，塞邁雷迪正則性引理（Szemerédi regularity lemma）斷言，給定任意一個足夠大的圖，都可以將其頂點集劃分成若干個差不多一樣大的子集，使得幾乎每兩個不同的子集之間的邊，都具有隨機二部圖的性質。塞邁雷迪於 1975 年引入了該引理較弱的版本，其只適用於二部圖，用作證明塞邁雷迪定理，後來再於 1978 年證明了完整的版本。 
Vojtěch Rödl 及其合作者和高爾斯將正則性方法推廣到超圖上。

## 定義和引理敍述
塞邁雷迪正則性引理的嚴格敍述須用到下列定義。設 G 為一幅圖，而 V 為其頂點集。

### 密度
設 X, Y 為 V 的兩個互斥子集。定義 (X, Y) 的密度為
{\displaystyle d(X,Y):={\frac {\left|E(X,Y)\right|}{|X||Y|}},}
其中 E(X, Y) 為一個頂點在 X 中，而另一個頂點在 Y 中的邊的集合。

### ε-正則
對於 ε > 0, 稱兩個由頂點組成的集合 X 和 Y 為 ε-正則，若對任意滿足|A| ≥ ε|X| 和 |B| ≥ ε|Y| 的子集 A ⊆ X 和 B ⊆ Y, 都有
{\displaystyle \left|d(X,Y)-d(A,B)\right|\leq \varepsilon .}

### ε-正則劃分
設 V1, ...,  Vk 為將 V 分成 k 份的劃分。其稱為 ε-正則劃分，若： 
- 對每個 i, j 都有 Vi 與 Vj 的大小至多相差 1.
- 除了至多 εk2 對滿足 i < j 的 Vi, Vj 以外，其他的每一對都 ε-正則。

利用上述定義，可以寫出引理的嚴格敍述。

### 正則性引理
對任意的 ε > 0 和正整數 m, 存在整數 M, 其滿足：若 G 為至少有 M 個頂點的圖，則存在整數 k 滿足 m ≤ k ≤ M, 和一個 ε-正則劃分將 G 的頂點集分成 k 份。
引理的證明所給出的 M 的上界極大，比如 m 的 O(ε−5) 次迭代冪次。若實際的上界並非如此大，而是 exp(ε -β) 的形式的話，則其可應用在其他地方。然而，高爾斯於 1997 年找到了一些圖作為例子，證明 M 確實可以增長得極快，比如至少為 m 的 ε−1/16 次疊代冪次。由此可見，最佳的上界必定位於 Grzegorczyk 分層中的第 4 層，因此不屬初等遞歸函數。

## 推廣
János Komlós、Gábor Sárközy和塞迈雷迪·安德烈其後（於 1997 年）證明了blow-up 引理 ，其斷言塞邁雷迪正則性引理中的正則對，在特定意義下與完全二部圖具有同樣的性質。若考慮將大而疏的圖，嵌入到一個稠密的圖中，則適用 blow-up 引理來深入研究該嵌入的性質。
陶哲軒以概率方法證明了一條不等式，其推廣了塞邁雷迪正則性引理。
注意，不可能在塞邁雷迪正則性引理中，證明「所有」對都正則。原因是，一些圖（比如半圖）確實需要劃分中有若干對頂點集非正則，儘管按照正則性引理，這樣的對只佔很小一部分。